# 細葉榕人道支援基金
細葉榕人道支援基金，簡稱細葉榕，由一群海外香港人於2021年10月1日創立組成，是為反送中運動被捕或在囚人士及其家屬，提供人道緊急經濟支援的基金。除支援被捕或在囚人士及其家屬外，基金亦致力關注在各項公益事務上，範圍包括但不限於：教育、企業初創同科研發展，從而建立更強大的支援網絡。
細葉榕之名取自西環般咸道的石牆樹，象徵堅韌的生命力，以及抵禦任何摧戮的精神。

## 緣起與創立
基金成立於 2021年1月，由海外港人在英國籌備細葉榕人道支援基金，並向英國政府申請註冊成為非牟利社會企業，須每年向CIC委員會提交審視報告，並接受公眾監督。適逢612人道支援基金及石牆花相繼停止運作後，基金才於2021年10月1日宣佈正式運作，上述組織的倒下與「細葉榕」的出現其實並沒有因果關係。

## 基金特色
- 公平支援制度： 基金對在囚者的經濟支援以實際刑期為準，以獲釋為止，而非無限發放。現時每個受助單位均獲得港幣3,800元資助，確保所有資源平等且公平地分配予所有受助人，杜絕資源傾斜一方的情況。
- 建構公益網絡：基金除了支援在囚及更新人士外，亦專注於各項公益事務上的發展，務求建立更完整的支援配套，範圍包括教育、企業初創及科研發展等。
- 第三方監督財政：有鑑於一般基金行政開銷過高的弊病，細葉榕邀請不同的人權組織及公眾人士擔任義務財政監察委員，負責監察基金的財務狀況，確保了資金用於正途。 現任義務財政監察委員包括：

鄭文傑先生 (港僑協會創辦人，個人身份義助) 
張嘉莉小姐 (前灣仔區議員，個人身份義助) 
澳港聯 （页面存档备份，存于） (澳洲人道組織)

## 外部連結
- 官方网站
- 細葉榕人道支援基金的Facebook專頁
- 細葉榕人道支援基金的Instagram帳戶